# Dubautia degeneri
Dubautia degeneri là một loài thực vật có hoa trong họ Cúc. Loài này được (Sherff) ined. mô tả khoa học đầu tiên.